# 441 Батільда
441 Батільда (441 Bathilde) — астероїд головного поясу, відкритий 8 грудня 1898 року Огюстом Шарлуа у Ніцці.